# Delia
Delia je ženské křestní jméno řeckého původu.
Svátek 20. listopad či 6. června. Delia je přezdívka řecké bohyně Artemis jako patronkou ostrova Délos.

## Zdrobněliny
Del, Delinka, Lia, Delina, Delos

## Známé nositelky
- Delia Bacon, americká autorka
- Delia Derbyshire, britská skladatelka
- Delia Ephron, scenáristka
- Delia Gonzales, americká boxerka
- Delia Matache, rumunská zpěvačka
- Delia Parodi, argentinská politička
- Delia Smith, britská scenáristka pořadu o vaření